# チャーリーズ・エンジェル サウンドトラック
| 専門評論家によるレビュー | 専門評論家によるレビュー |
| レビュー・スコア         | レビュー・スコア         |
| 出典                     | 評価                     |
| ------------------------ | ------------------------ |
| ピッチフォーク           | 5.4/10                   |

『チャーリーズ・エンジェル サウンドトラック』（Charlie's Angels: Original Motion Picture Soundtrack）は、2019年の映画『チャーリーズ・エンジェル』のサウンドトラックである。2019年11月1日にリパブリック・レコードより発売され、アリアナ・グランデ、スクーター・ブラウン、サヴァン・コテチャらがエグゼクティブ・プロデューサーとして参加した。2019年9月13日にグランデ、マイリー・サイラス、ラナ・デル・レイによるリードシングル「ドント・コール・ミー・エンジェル」が発売された。2019年10月11日にはアルバムの先行予約に併せてカッシュ・ドール、キム・ペトラス、アルマ、ステフロン・ドンによるシングル「ハウ・イッツ・ダン」も発売された。サウンドトラックにはこの他にノーマニ、ニッキー・ミナージュ、アニッタ、チャカ・カーン、ヴィクトリア・モネなどが参加した。
日本では、2020年2月14日にユニバーサルミュージックより発売された。

## トラックリスト
クレジット参照元: Apple Music、Spotify、Tidal。
| #         | タイトル | 作詞 | 作曲・編曲 | プロデューサー                                                  | 時間 |
| --------- | --- | --- | --- | --------------------------------------------------------------- | ---- |
| 1.        | 「ハウ・イッツ・ダン」(歌: カッシュ・ドール、キム・ペトラス、アルマ、ステフロン・ドン)                                  | アルマ＝ソフィア・ミエティネン （ 英語版 ） アリアナ・グランデ アルケイシャ・ナイト （ 英語版 ） イリア・サルマンザデ （ 英語版 ） ラミ・ヤコブ （ 英語版 ） サヴァン・コテチャ （ 英語版 ） ステファニー・アレン （ 英語版 ） | アルマ＝ソフィア・ミエティネン （ 英語版 ） アリアナ・グランデ アルケイシャ・ナイト （ 英語版 ） イリア・サルマンザデ （ 英語版 ） ラミ・ヤコブ （ 英語版 ） サヴァン・コテチャ （ 英語版 ） ステファニー・アレン （ 英語版 ） | イリア ヤコブ コテチャ [a]                                      | 3:03 |
| 2.        | 「バッド・トゥ・ユー」(歌: グランデ、ノーマニ、ニッキー・ミナージュ)                                                    | グランデ マックス・マーティン ダニー・スコフィールド （ 英語版 ） コテチャ ブランドン・"ビジー"・ホレモン サルマンザデ ニッキー・ミナージュ                                                                                    | グランデ マックス・マーティン ダニー・スコフィールド （ 英語版 ） コテチャ ブランドン・"ビジー"・ホレモン サルマンザデ ニッキー・ミナージュ                                                                                    | マーティン スコフィールド イリア                                | 2:52 |
| 3.        | 「ドント・コール・ミー・エンジェル」(歌: グランデ、マイリー・サイラス、ラナ・デル・レイ)                                | ミエティネン グランデ サルマンザデ デル・レイ マーティン サイラス コテチャ | ミエティネン グランデ サルマンザデ デル・レイ マーティン サイラス コテチャ | マーティン イリア                                               | 3:10 |
| 4.        | 「アイズ・オフ・ユー」(歌: M-22、アーリッサ、キアナ・レデ)                                                              | マシュー・ハンフリー フランク・ビューエルズ エイドリアン・ヌーカドゥ （ 英語版 ） アンドレ・ヌーカドゥ アーリッサ・ルパート （ 英語版 ）                                                                                       | マシュー・ハンフリー フランク・ビューエルズ エイドリアン・ヌーカドゥ （ 英語版 ） アンドレ・ヌーカドゥ アーリッサ・ルパート （ 英語版 ）                                                                                       | M-22                                                            | 3:23 |
| 5.        | 「バッド・ガールズ」(ギガメッシュ・リミックス) (歌: ドナ・サマー)                                                       | サマー ピーター・エドワード・ホーケンソン ジョー・"ビーン"・エスポジート （ 英語版 ） ブルース・チャールズ・サッダーノ （ 英語版 ）                                                                                            | サマー ピーター・エドワード・ホーケンソン ジョー・"ビーン"・エスポジート （ 英語版 ） ブルース・チャールズ・サッダーノ （ 英語版 ）                                                                                            | ギガメッシュ ジョルジオ・モロダー ピート・ベロッテ （ 英語版 ） | 5:21 |
| 6.        | 「ノーバディー」(歌: グランデ、チャカ・カーン)                                                                          | グランデ マーティン コテチャ サルマンザデ | グランデ マーティン コテチャ サルマンザデ | イリア マーティン                                               | 3:00 |
| 7.        | 「パンテラ」(歌: アニッタ)                                                                                              | エロフ・ロエルフ アンドレス・トーレス マウリシオ・レンギフォ パブロ・クリスチャン・フエンテス アリッサ・ラウディズ・カントゥ ラリッサ・デ・マセド・マチャド ウンベルト・タヴァレス                                             | エロフ・ロエルフ アンドレス・トーレス マウリシオ・レンギフォ パブロ・クリスチャン・フエンテス アリッサ・ラウディズ・カントゥ ラリッサ・デ・マセド・マチャド ウンベルト・タヴァレス                                             | ロエルフ トーレス レンギフォ                                    | 2:05 |
| 8.        | 「ハウ・アイ・ルック・オン・ユー」(歌: グランデ)                                                                        | グランデ マーティン サルマンザデ コテチャ | グランデ マーティン サルマンザデ コテチャ | イリア マーティン                                               | 2:54 |
| 9.        | 「ブラックアウト」(歌: ダニエル・ブラッドベリー)                                                                        | ジョナサン・パーキンズ ニッキー・ウィリアムズ （ 英語版 ） | ジョナサン・パーキンズ ニッキー・ウィリアムズ （ 英語版 ） | パーキンス                                                      | 3:22 |
| 10.       | 「ガット・ハー・オウン」(歌: グランデ、ヴィクトリア・モネ)                                                              | グランデ モネ トミー・ブラウン （ 英語版 ） トラビス・セイレス テイラー・パークス （ 英語版 ） スティーヴン・フランクス | グランデ モネ トミー・ブラウン （ 英語版 ） トラビス・セイレス テイラー・パークス （ 英語版 ） スティーヴン・フランクス | ブラウン Mr.フランクス セイレス                                 | 2:42 |
| 11.       | 「チャーリーズ・エンジェル・テーマ」(ブラック・キャビア・リミックス) (歌: ジャック・エリオット、オーリン・ファーガソン) | エリオット ファーガソン | エリオット ファーガソン | エリオット ファーガソン                                         | 2:45 |
| 合計時間: | 合計時間: | 合計時間: | 34:37 |                                                                 |      |